# بيوت السياد
بيوت السياد أو بيوت السيد هي إحدى المزارع اللبنانية من قرى قضاء صور في محافظة الجنوب. وتقع بالقرب من بلدة (المنصوري).